# ماهی گوژسر هندی
ماهی گوژسر هندی (نام علمی: Kurtus indicus) نام یک گونه از سرده ماهیان پیشانی‌پرور است.